# Leptura yulongshana
Leptura yulongshana är en skalbaggsart som beskrevs av Holzschuh 1991. Leptura yulongshana ingår i släktet Leptura och familjen långhorningar. Inga underarter finns listade i Catalogue of Life.